# Центральный рынок (торговый центр, Москва)
«Центральный рынок» — фудмолл в Москве, Россия. Носит название Центрального рынка, однако расположен в другом месте.

## История
Стоит отметить различие исторического "Центрального рынка" и фудкорта, открывшегося в 2017 году возле метро Сретенский бульвар под брендом "Центральный рынок". Начало историческому центральному рынку было положено в 1840-е годы, когда рядом с Трубной площадью расположились многочисленные "живые ряды": здесь можно было купить  голубей, мелких птиц и собак.В 1961 году было построено типичное здание "Центрального рынка" в советском архитектурном стиле, помимо рынка здесь располагался гастроном. В 1994 году рынок закрыли, большая часть застройки была снесена. 
На месте же современного "Центрального рынка" была трамвайная развязка, а так же располагался подземный общественный туалет. 
Взявший название исторического Центрального рынка "Фудкорт Центральный рынок" расположенный по адресу: Рождественский бульвар, 1,  открыл свои двери середине декабря 2017 года..

## Описание
Здание находится на Рождественском бульваре. Это трёхэтажный дом, отделанный под старинные московские постройки. При этом само здание не является историческим, а спроектировано специально под фудкорт.
По периметру зала первого этажа и на антресолях расположены заведения общепита. Посадочные места расположены посередине. Также есть подземный этаж. На верхнем этаже расположен ресторан. К зданию примыкает уличная площадка.
Отделка здания преимущественно кирпичная. Искусственный растения украшают потолок. В туалетах для украшения использован натуральный мох.